# Campionat d'Espanya de motocròs 1981
La temporada de 1981 del Campionat d'Espanya de motocròs fou la 23a edició d'aquest campionat, organitzat per la Reial Federació Motociclista Espanyola. El calendari oficial constava de 23 proves puntuables. 11 de les proves programades es disputaren als Països Catalans: 5 en la categoria de 125cc, 3 en la de 250cc i 3 en la de 500cc.

## Classificació final

### 125cc
| Posició | Pilot           | Motocicleta | Punts |
| ------- | --------------- | ----------- | ----- |
| 1       | Toni Elías      | Derbi       | 198   |
| 2       | Fernando Muñoz  | Gilera      | 191   |
| 3       | Domingo Illa    | Gilera      | 92    |
| 4       | Pablo Colomina  | Gilera      | 80    |
| 5       | Àlex Llobet     | Derbi       | 74    |
| 6       | Juan Otero      | Gilera      | 72    |
| 7       | Manuel Coronil  | Gilera      | 68    |
| 8       | Simeón Martín   | Cagiva      | 63    |
| 9       | José M. Jiménez | Beta        | 62    |
| 10      | Rafael Olmedo   | Anvian      | 43    |

### 250cc
| Posició | Pilot              | Motocicleta | Punts |
| ------- | ------------------ | ----------- | ----- |
| 1       | Toni Elías         | Derbi       | 141   |
| 2       | Fernando Muñoz     | Gilera      | 117   |
| 3       | Toni Arcarons      | Montesa     | 99    |
| 4       | Juan José Barragán | Montesa     | 94    |
| 5       | Albert Ribó        | SWM         | 92    |
| 6       | Pablo Colomina     | Anvian      | 68    |
| 7       | Carles Mas         | Montesa     | 61    |
| 8       | José Luis Mendoza  | KTM         | 56    |
| 9       | Jordi Elías        | Montesa     | 55    |
| 10      | Domingo Zabala     | KTM         | 32    |

### 500cc

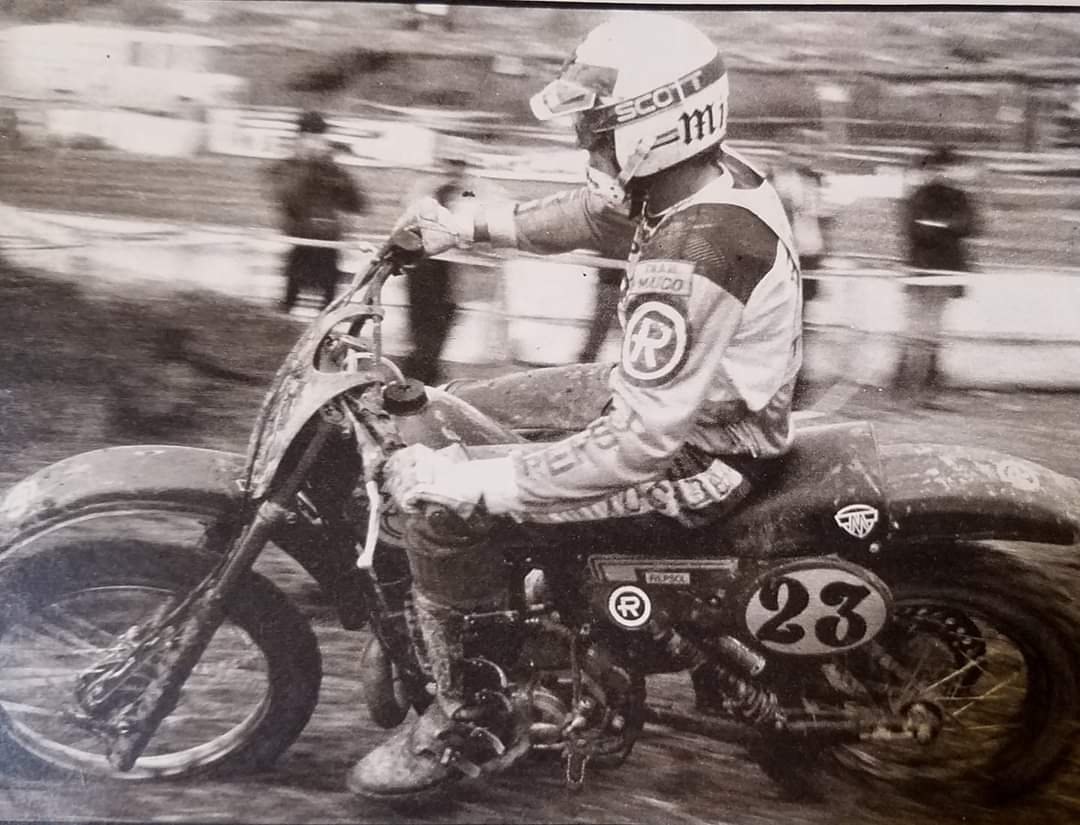
Fèlix Millet amb la Maico 500 al circuit El Toll (1/3/1981)

| Posició | Pilot              | Motocicleta | Punts |
| ------- | ------------------ | ----------- | ----- |
| 1       | Juan José Barragán | Montesa     | 112   |
| 2       | Jordi Elías        | Montesa     | 96    |
| 3       | Toni Arcarons      | Montesa     | 87    |
| 4       | Domingo Zabala     | KTM         | 78    |
| 5       | Carles Mas         | Montesa     | 77    |
| 6       | Albert Ribó        | SWM         | 73    |
| 7       | Carlos Tertre      | Maico       | 56    |
| 8       | José Luis Mendoza  | Bultaco     | 47    |
| 9       | Fèlix Millet       | Maico       | 33    |
| 10      | Florencio Elices   | SWM         | 32    |

## Categories inferiors
Font:
| Campionat           | Guanyador                  | Motocicleta |
| ------------------- | -------------------------- | ----------- |
| Trofeu Sènior 250cc | Manuel Jorge Gómez "Alpea" | Montesa     |
| Copa Júnior 250cc   | Agustí Vall                | Montesa     |
| Copa Júnior 75cc    | Francisco Domínguez        | Puch        |